# Que Pasa Contigo
Singles de Alex Gaudino
Destination Calabria
(2007) Watch Out
(2008)
Que Pasa Contigo est une chanson du DJ italien Alex Gaudino sortie le 12 juillet 2007 sous le label Spinnin' Records. La chanson a été écrite par Alex Gaudino, Jerma, Sam Obernik, Maurizio Zoffoli. Le single se classe dans 3 hit-parades de pays différents, en Belgique (Wollonie) Que Pasa Contigo atteint le top 10.

## Liste des pistes
| 1. | Que Pasa Contigo (Extended)                         | 8:52 |
| 2. | Que Pasa Contigo (Philippe B & Romain Curtis Remix) | 6:17 |
| 3. | Que Pasa Contigo (Nari & Milani Remix)              | 6:03 |
| 4. | Que Pasa Contigo (Naif Theme Remix)                 | 4:54 |

## Classement par pays
| Classement (2007)                      | Meilleure position |
| -------------------------------------- | ------------------ |
| Belgique (Flandre Ultratop 50 Singles) | 50                 |
| Belgique (Wallonie Ultratip 50)        | 8                  |
| Pays-Bas (Single Top 100)              | 66                 |
| France (Club 40)                       | 31                 |